# Principado de Albania
El principado de Albania fue el nombre que recibió esta nación de 1914 a 1925, debido al título de su jefe del Estado. El país había surgido como consecuencia de las guerras balcánicas, en la conferencia de Florencia de finales de 1913; el principado, oficialmente neutral en la primera guerra balcánica, fue pronto ocupado por Serbia y Montenegro y el príncipe Guillermo de Wied se refugió en Centroeuropa. En 1915, durante la conquista de Serbia por los Imperios Centrales, las tropas serbias que se retiraban cruzaron el país en pleno invierno para alcanzar los puertos del Adriático, donde les esperaban los barcos aliados para evacuarlos. El territorio albanés quedó ocupado por Austria-Hungría hasta el final de la Primera Guerra Mundial. Pese a ser evacuado por los austrohúngaros en noviembre de 1918, el principado no recobró la estabilidad y el príncipe, de origen alemán, no recuperó el trono. El país quedó administrado por un consejo de regencia y se desgarró por las luchas entre clanes rivales albaneses, sostenidos por las potencias vecinas (Italia y Yugoslavia).

## Creación del principado
Formado en 1913 y proclamado independiente al año siguiente, el principado se transformó pronto en un territorio interpuesto entre Austria-Hungría e Italia, potencias con ambiciones en los Balcanes, y en barrera que impedía a Serbia obtener una salida al mar.

### Antecedentes
Desde principios del siglo XX, los territorios albanófonos, incluidos en el Imperio otomano a la sazón en decadencia, eran deseados por Italia, Rusia, el Imperio austrohúngaro y los pequeños Estados balcánicos recién independizados. Ya desde mediados del siglo anterior tanto Italia, recién unificada, y el Imperio austriaco —predecesor del austrohúngaro— anhelaban dominar estas tierras; los cónsules austriacos destinados en Escútari ejercían una especie de protectorado sobre la población católica albanesa mientras que los italianos consideraban el litoral albanés como una zona de expansión preferente.
No obstante, la grandes potencias decidieron en el Congreso de Berlín de 1878 que estas tierras se mantuviesen neutrales. La potencias negaron que existiese una nación albanesa y asignaron territorios con mayoría de lengua albanesa tanto a Montenegro como a Grecia. La resistencia albanesa a la cesión de territorios, sin embargo, impidió la labor de la comisión fronteriza encargada por el congreso berlinés del deslinde de las tierras y logró que parte de las cesiones no se llevasen a cabo: Montenegro y Grecia obtuvieron menos territorios de los acordados en Berlín. El movimiento nacionalista albanés, plasmado en la Liga de Prizren de 1878, deseaba obtener la autonomía de los territorios con mayoría albanesa, situados fundamentalmente en el valiato de Shkodra y en el norte del de Ioánina, pero sus reivindicaciones no atrajeron el interés internacional. Fue esta liga, no obstante, la que estorbó las anexiones montenegrinas y griegas.
Un nuevo acuerdo con el mismo fin de que las tierras albanesas permaneciesen neutrales lo firmaron Austria-Hungría e Italia en 1909. Ambas naciones se comprometieron a defender la independencia albanesa en caso de que el Imperio otomano perdiese el dominio de la región, aunque con ello no descartaban repartirse el país en zonas de influencia de cada una. Para las dos el dominio del territorio albanés era importante estratégicamente, pues cerraba por el este la entrada al mar Adriático.
Al final de la primera guerra balcánica, los otomanos casi fueron expulsados por completo de Europa. Los territorios albaneses, conquistados durante la contienda por serbios, griegos y montenegrinos, fueron entregados a las potencias, para que los repartiesen. Para entonces solo Yánina (hasta su toma por Grecia el 5 de marzo de 1913) y Escútari estaban en manos de los albaneses. Una de las causas de la contienda había sido precisamente el deseo de los miembros de la Liga Balcánica de apoderarse de las tierras albanesas y evitar que estas alcanzasen la independencia. Los cuatro Estados que la formaban (Montenegro, Serbia, Grecia y Bulgaria) alegaban tener derechos históricos sobre el territorio y Serbia ansiaba además hacerse con una salida al mar. Las potencias, reunidas en la conferencia de embajadores en Londres en diciembre de 1912, trató de evitar que el conflicto balcánico se extendiese a toda Europa y quedó encargada de trazar las fronteras albanesas y decidir si permitía la independencia de Albania.
Mientras serbios y búlgaros se disputaban Macedonia, el premio principal de la guerra con los otomanos, las tierras albanesas suscitaron las desavenencias de las potencias en 1913 y comienzos de 1914. Los albaneses, que se habían declarado neutrales en la guerra, trataron de recabar la ayuda de las potencias para proclamar la independencia. Ismail Qemali, «padre» de la independencia, hizo una gira para solicitar el auxilio de la emigración albanesa y para tratar de convencer a las potencias para que respaldasen la independencia de Albania. En Viena, logró que el Gobierno austrohúngaro diese su beneplácito a la autonomía, pero no a la independencia. De vuelta en Valona, el 28 de noviembre de 1912 Qemali reunió una asamblea de ochenta y tres representantes, venidos de todos los territorios albaneses. La asamblea escogió un Gobierno provisional, compuesto por musulmanes y cristianos, que presidió Qemali. La situación de esta nueva autoridad era precaria, pues no controlaba todo el territorio, tenía que enfrentarse a los ejércitos de los beligerantes que avanzaban por las tierras con población albanesa y dependía en última instancia de la benevolencia de las potencias tanto para obtener la independencia como para fijar las eventuales fronteras del nuevo país. Para influenciar a las potencias, Qemali viajó a Londres, a tratar con sus representantes. La asamblea había proclamado la independencia de lo que consideraba territorios albaneses: los valiatos de Escútari y Yánina, los sanjacados de Prizren, Novi Bazar, Pristina e Ipek y el kaza de Kalkandelen del valiato de Kosovo, y los sanjacados de Koritza, Elbasan, y Dibra del valiato de Monastir.
Al mismo tiempo, Nicolás, el ambicioso rey de Montenegro, trató de adueñarse de parte de las tierras albanesas, que deseaba al menos desde 1908, y asedió Escútari; el cerco desató la tensión en Europa durante varias semanas. En abril y tras largas discusiones entre las potencias, se asignó la ciudad a Albania. Pocos días más tarde, sin embargo, Essad Bajá, que la había defendido hasta entonces al frente de un contingente otomano, la rindió a los sitiadores montenegrinos. Ante la presión de las potencias, Montenegro les cedió la ciudad a estas el 4 de mayo.
Al concluir las guerras balcánicas, unidades serbias, que gozaron del apoyo de los representantes de esta nacionalidad tanto dentro como fuera del reino, ocuparon Albania, tanto para apoderarse de un puerto adriático como para proteger a la población serbia de las matanzas perpetradas por los albaneses. Durante la primera guerra balcánica, los serbios habían tomado Dirraquio y los montenegrinos habían cercado Escútari. Como reacción, Italia y Austria-Hungría se unieron para expulsar a los serbios del litoral y en diciembre de 1912 lograron que el resto de potencias aceptase crear un Estado albanés independiente. Los objetivos de italianos y austrohúngaros, pese a coincidir en el deseo de alejar a los serbios del mar, eran diferentes: los primeros anhelaban dominar el estrecho de Otranto; los segundos, controlar el nuevo Estado albanés, que deseaban someter a Viena. Las dos, sin embargo, abogaron en Londres por que se estableciese un Estado albanés de acuerdo a criterios culturales. Rusia, por su parte, respaldaba las ambiciones serbias y montenegrinas, mientras que Alemania y el Reino Unido no tomaron partido.
Para obligar a los serbios a evacuar las tierras asignadas al nuevo principado albanés, el Imperio austrohúngaro, con el beneplácito del alemán, trató de negociar con aquellos un plan de retirada, a lo que se negó el primer ministro serbio, Nikola Pašić; tras varios meses de estériles negociaciones entre las potencias, el 18 de octubre de 1913 el ministro de Asuntos Exteriores austrohúngaro presentó un ultimátum a Belgrado en el que le concedía un plazo de ocho días para que abandonase los territorios asignados a Albania. Al no poder contar con el respaldo de Rusia para hacer frente a Austria-Hungría, Serbia se avino a ello.

### Creación del principado por las potencias
El principado surgió en 1913, fruto de la política austrohúngara e italiana en los Balcanes. El Imperio austrohúngaro deseaba impedir a toda costa desde 1912 que Serbia obtuviese una salida al Adriático como consecuencia de la inminente guerra entre los Estados balcánicos y el Imperio otomano; además, los diplomáticos del imperio deseaban que el reino vecino recuperase su posición de satélite de Viena. Además, el imperio deseaba extenderse hacia el sur por la península y para facilitarlo sostuvo los deseos de independencia de los albaneses frente a las ambiciones territoriales serbias. Durante la sesión del 17 de diciembre de 1912 de las conferencias de embajadores los representantes austrohúngaros lograron que sus homólogos consistiesen en que se instaurase un Estado albanés, si bien no con las fronteras que hubiesen deseado para el nuevo país. Las potencias abogaban por unas fronteras u otras según sus propios intereses, aunque siempre afirmaron seguir criterios lingüísticos en sus propuestas; estas diferencias centraron las discusiones durante los siguientes ocho meses y medio. La adjudicación de las principales ciudades de las zonas fronterizas (Escútari, Korçë y Đakovica) fueron la causa de las principales disputas. En un principio, el territorio sería una autonomía del Imperio otomano, que gozaría de la protección de seis potencias. La derrota otomana y la pérdida de Macedonia y con ella de la comunicación territorial entre Albania y Constantinopla llevó a las potencias en julio de 1913 a optar por la independencia de Albania, que sería un Estado monárquico constitucional.
Durante el periodo que transcurrió entre la firma de los tratados de paz que pusieron fin a las guerras balcánicas y la proclamación del principado albanés, el caos se apoderó de los territorios de lengua albanesa que no habían sido anexados a Serbia.
El 10 de abril de 1914, se fijó finalmente el estatuto del territorio: las potencias europeas establecieron un principado autónomo y neutral y confiaron el mantenimiento del orden en el país temporalmente a un contingente de tropas holandesas, por la falta de intereses neerlandeses en él. Las potencias rehusaron además reconocer la autoridad del Gobierno provisional albanés. El poder gubernamental se lo disputaron tres organización: el Gobierno provisional de Qemali, otro formador de su exministro Essad Bajá —que contaba con el favor de los terratenientes— y la Comisión Internacional de Control establecida por las potencias. Esta terminó triunfando en la lucha por el poder en el país.

### Concesión de la corona albanesa

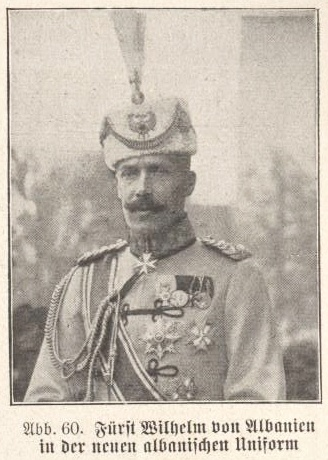
El príncipe Guillermo de Weid, en uniforme albanés.

Las potencias europeas, artífices de la Albania independiente, concibieron el nuevo Estado como monarquía. Escogieron como soberano del principado a Guillermo de Wied, un príncipe alemán. Para convencer al reticente Guillermo y al emperador alemán, las potencias le concedieron al príncipe un crédito de setenta y cinco millones de francos para poner en marcha el gobierno albanés. Este llegó a su nuevo país el 7 de marzo de 1914, acompañado por su esposa y fijó la capital en Dirraquio. Criatura de las potencias, no logró afirmar su poder en el país, y pronto devino un mero figurón. Entre los que se disputaban el poder se contaban Essad Bajá, ministro del Interior y Defensa del nuevo Gobierno principesco, la Comisión Internacional, los asesores internacionales y los embajadores austrohúngaro e italiano.
Al poco de llegar a Albania, en abril de 1914, Guillermo tuvo que afrontar una rebelión general; únicamente merced al desembarco de soldados italianos y austrohúngaros en Dirraquio el 10 de mayo pudo sostenerse en el trono. Una gran revuelta campesina, fomentada por los partidarios del Imperio otomano, en la que participó el propio Essad Bajá y que tenía tintes tanto políticos como económicos se unió a la inestabilidad en el sur, atizada por Grecia, que deseaba apoderarse del sur del país. Inexperto en los asuntos albaneses, Guillermo fue perdiendo velozmente toda autoridad, y su Gobierno acabó por controlar únicamente Dirraquio y Valona.
La Comisión Internacional redactó un borrador de Constitución y estableció las bases de la política nacional: creó una asamblea nacional de veintiún diputados elegidos por sufragio universal y trece designados (tres por sus cargos religiosos y diez por el príncipe) y dio la responsabilidad de escoger los ministros al soberano.

### Trazado de las fronteras

Los diferentes trazados propuestos para las fronteras albanesas.

En el trazado de las fronteras albanesas participaron tanto las potencias como los Estados fronterizos con Albania; el Gobierno provisional albanés también presentó una propuesta propia. Finalmente, los límites del principado se fijaron en dos conferencias internacionales: la de Londres de agosto de 1913 y la de Florencia de diciembre de ese mismo año. En el proceso global del trazado de fronteras de Albania, sin embargo, influyeron cinco comisiones (dos en 1878-1881 [una para trazar la frontera septentrional y otra la meridional], otras tantas en 1913-1914 y la final de 1922-1926).
Las fronteras aprobadas dejaron fuera del nuevo Estado a casi la mitad de la población de lengua albanesa; la mayoría de los excluidos habitaban territorios del reino de Serbia. De los incluidos en el principado, el 70 % eran musulmanes, el 20 % cristianos ortodoxos —concentrados en el sur del país— y el 10 % restante católicos —abundantes fundamentalmente en el noroeste y el centro del territorio—. De entre los excluidos con mayoría de población albanesa, descollaban los de Kosovo. Este y los territorios limítrofes se repartieron entre Montenegro y Serbia para compensarlos porque Escútari quedase en manos de los albaneses. En la adjudicación de Kosovo no pesaron argumentos lingüísticos sino políticos y militares: Serbia ocupaba a la sazón el territorio, este formaba la «Vieja Serbia» y ninguna potencia deseaba enfrentarse a los serbios para arrebatarles estas tierras. Lo mismo sucedió con el sanjacado de Novi Pazar. Finalmente el nuevo Estado abarcaba unos 25 500 km² y contaba con unos ochocientos mil habitantes. De las minorías incluidas en el nuevo Estado, la principal era la griega, con unas treinta y cinco mil personas, concentradas fundamentalmente en torno a la ciudad de Himara.
Las dos conferencias de 1913, la de embajadores de agosto de 1913 y la de Florencia de diciembre, parte de las negociaciones celebradas para poner fin a la segunda guerra balcánica, que concluyó con el Tratado de Londres sirvieron para fijar los límites de nuevo Estado albanés. De acuerdo a los deseos de los diplomáticos austrohúngaros, el principado obtuvo una frontera con Montenegro, lo que bloqueaba el acceso serbio al Adriático. A finales de octubre se produjo una crisis seria cuando Austria-Hungría obligó a Serbia a retirarse de los territorios en disputa, en los que estaba expulsando a población albanesa para asegurarse una mayoría de eslavos. La amenaza velada de guerra de los austrohúngaros hizo que los serbios, sin respaldo entre las potencias que no deseaban enfrentarse a Viena, cediesen.
El trazado de la parte oriental de la frontera fue menos exacto, si bien en la conferencia sí se definieron algunos sectores: el monasterio de San Naum, al sur del lago de Ocrida, por ejemplo, marcaba el límite oriental que las potencias estaban dispuestas a otorgar al país. La comisión de las potencias encargadas del deslinde de estas tierras se retiró en diciembre de 1913 sin haber acabado su labor y la frontera oficiosa, que carecía de reconocimiento internacional, se fijó siguiendo las posiciones de las tropas serbias. Retomó el trabajo en abril del año siguiente, pero los comisarios no pudieron ponerse de acuerdo en el reparto de los territorios; la Primera Guerra Mundial estalló antes de que la comisión hubiese concluido su tarea.
La frontera meridional, con Grecia, se delimitó en 1913, siguiendo algunas de las cláusulas del tratado de 1864 por el que el Reino Unido había cedido a esta las islas jónicas. El acuerdo consistía en un reparto de Epiro, que acabó con la unidad territorial y económica de la región, pese al deseo del Gobierno griego de que la nueva frontera permitiese la formación de comarcas viables económicamente y sirviese para mantener la paz con Albania. Los diplomáticos griegos desplazados a Londres solicitaron que la frontera se fijase a sur de la comarca de Valona, por motivos estratégicos —facilitar la defensa de Corfú— y económicos —la necesidad de no quebrar los lazos económicos del territorio—. La falta de un trazado claro permitió además a los griegos reclamar la posesión de ciertas islas, entre ellas la de Sazan, en la bahía de Valona. Durante el otoño de 1913, los técnicos se dedicaron a deslindar el territorio, en un ambiente tenso, tanto en la zona como en la diplomacia mundial, tratando de satisfacer los deseos tanto de Grecia como de Italia y Austria-Hungría. El trazado final de la frontera adjudicó las principales ciudades de la zona a Albania, pero complicó las comunicaciones y el comercio y perjudicó con ello la economía regional.
Cuando estalló la Primera Guerra Mundial a mediados de 1914, las fronteras albano-serbias todavía no se habían trazado con exactitud; en septiembre, el gobierno serbio firmó un acuerdo con uno de los clanes albaneses para que una comisión decidiese el trazado de la raya común. En 1915, tras la invasión serbo-montenegrina del norte del país, se rubricó un nuevo acuerdo, el llamado Tratado de Tirana, que fijó unos límites más favorables a Serbia y Montenegro.
La fijación de la frontera oriental tuvo que esperar a la década de 1920: el 9 de noviembre de 1921, la conferencia de embajadores, convocada por la Sociedad de Naciones, decidió tratar por fin el problema fronterizo y envió una comisión de investigación a la región. Esta tardó cuatro años (de 1922 a 1926) en realizar su labor, pese a que contaba ya con un bosquejo de fronteras decidido por los vencedores de la guerra mundial. Siguiendo las conclusiones de la conferencia, los albaneses reclamaron la extensión máxima posible según la garantía de las potencias de 1913, reivindicación que el Tribunal de La Haya aceptó el 4 de septiembre de 1924.
La proclamación de la república en 1925 no puso fin a las negociaciones para fijar definitivamente la frontera occidental de la nación. Tras el golpe de Estado Zogu del 24 de diciembre de 1924, la cuestión entró en vías de solución: Zogu, respaldado por Belgrado, se mostró conciliador con este y se entablaron conversaciones en Tirana el 8 de febrero de 1925. Pese a todo, se tuvo que esperar hasta el 26 de febrero de 1926 para que las dos partes acordasen por fin el trazado de la frontera; en un acto solemne celebrado en Florencia, Albania y el Reino de los Serbios, Croatas y Eslovenos rubricaron el pacto, que se presentó como un intercambio de territorios entre los dos países. El 30 de julio del mismo año, el Reino Unido, Francia, Yugoslavia, Grecia e Italia firmaron un acuerdo en el que reconocían las fronteras albanesas.

## El principado durante la Primera Guerra Mundial
Durante la Primera Guerra Mundial, los dos bandos ansiaron apoderarse del territorio albanés. A comienzos de la crisis de julio, los mandatarios austrohúngaros se mostraron reacios a devolver al principado, muy inestable, los territorios de los que se habían apoderado en 1912-1913.

### Huida del soberano
Sostenido en el trono por una intervención militar de las potencias en 1914, el príncipe fue perdiendo paulatinamente el crucial apoyo de estas: la gendarmería holandesa abandonó Albania el 7 de agosto; los contingentes militares de las potencias, necesarios para la contienda que empezaba hicieron lo propio a comienzos del mismo mes. Al rehusar participar junto a los Imperios Centrales en un ataque a reino de Serbia y Montenegro, Guillermo perdió a su último paladín, el Imperio austrohúngaro.
Abandonado por las potencias inmersas en el conflicto que había estallado en agosto de 1914, Guillermo emprendió la fuga el 3 de septiembre. Su partida tras penas seis meses de reinado precipitó el enfrentamiento entre los clanes albaneses, que sembraron el caos en el país.

### Caos en el país
Tras la fuga del príncipe en septiembre de 1914, los clanes rivales, con el sostén de los Estados vecinos, se enzarzaron en una lucha encarnizada por el poder, que quedó repartido entre los distintos rivales. Dejó de existir una autoridad central estatal y cada región se enfrascó en sus propios problemas. El sur se dedicó principalmente a tratar de impedir su anexión por Grecia; el norte, con bastante población católica, trató de recabar la protección austrohúngara frente a los vecinos eslavos; el centro, abrumadoramente musulmán, deseaba la restauración de la soberanía otomana. La debilidad albanesa favoreció la intromisión en los asuntos del país de las potencias y los países vecinos; siete de ellos (Montenegro, Serbia, Francia, Grecia, Italia, Austria-Hungría y Bulgaria) ocuparon parte del territorio durante la guerra.
Los serbios preferían el regreso desde Serbia de Essad Bajá, antiguo ministro de la Guerra del Gobierno provisional; Essad estableció un nuevo Gobierno provisional en Dirraquio con estrechos lazos con Serbia: el 17 de septiembre firmó un tratado de alianza militar y política con el Gobierno serbio refugiado en Niš. Este acuerdo le permitía a Serbia intervenir en el país y organizar la gendarmería albanesa; además, estipulaba que una comisión bilateral fijase el trazado definitivo de la frontera común.
Estas acciones serbias originaron la reacción de los Imperios Centrales, en especial del Imperio austrohúngaro. Viena financió a los clanes albaneses hostiles a Essad Bajá y atizó el descontento tanto en Albania como en los territorios con población albanesa de la propia Serbia. La entrada en guerra del Imperio otomano en el bando de los Imperios Centrales avivó la hostilidad de la población albanesa hacia Serbia y sus aliados locales, que se plasmó en el surgimiento de guerrillas, que costó gran esfuerzo aplastar en la primavera de 1915.

### Objetivo de los beligerantes
Desde el comienzo de la guerra mundial, el territorio albanés, desgarrado por los conflictos internos que facilitaban los planes austrohúngaros, serbios e italianos, figuró en las negociaciones que llevaban a cabo las dos alianzas enfrentadas. En noviembre de 1914, por ejemplo, el zar ruso Nicolás II propuso a los franceses repartir el país: Serbia obtendría el norte; Italia, Valona y su comarca; y Grecia, el sur salvo Valona. Por otra parte, serbios, montenegrinos, griegos e italianos negociaron también entre ellos el futuro de estas tierras. Las dos ligas beligerantes deseaban utilizar los territorios albaneses para granjearse la alianza de los países que todavía permanecían neutrales.
Las tierras del principado eran un objetivo bélico del Gobierno serbio. El principado, ocupado en 1914, era uno de los principales motivos de rivalidad entre Serbia e Italia; esta acusó a aquella de destinar medios que debía emplear contra los Imperios Centrales a extender su influencia en Albania. En la primavera de 1915, el ejército serbio invadió el país, ocupó Tirana y firmó con sus coligados albaneses un tratado que les permitió alcanzar temporalmente sus objetivos para el país: obtener ciertos territorios mediante cambios fronterizos y estrechar los lazos políticos entre Serbia y Albania.
Italia no permaneció impasible ante las maniobras serbo-montenegrinas: el 30 de octubre de 1914, aprovechando los acuerdos internacionales de 1909 y 1913 y pretextando la necesidad de mantener el orden en Albania,, ocupó algunas islas de la costa albanesa al tiempo que presentaba sus reclamaciones sobre el territorio albanés cuando aún permanecía neutral en la contienda mundial; el 4 de marzo de 1915, durante las negociaciones con la Entente que concluyó con la entrada en guerra del país, el primer ministro Sidney Sonnino, expresó el deseo de anexarse el puerto de Valona. La Entente reconoció la primacía italiana en Albania, que perduró tras la guerra; la conferencia de embajadores de 1921 la confirmó. Tras la entrada en guerra de Italia, tropas de este país ocuparon Dirraquio, lo que les permitió reforzar el control que ejercían sobre la costa albanesa. Las operaciones serbo-montenegrinas de junio de 1915 en Albania cambió el equilibrio de fuerzas en la zona y las relaciones entre los Aliados, puesto que las zonas ocupadas por los serbios se habían prometido a los italianos como parte de las compensaciones por haber entrado en guerra. A partir del momento en que entró en guerra, Italia devino la principal fuente de víveres para la población albanesa, perjudicada en este aspecto por la guerra.
La política de desarrollo propugnada por los franceses desagradó a los italianos, que sostuvieron a los clanes hostiles a ellos.
El Gobierno serbio, refugiado en Corfú, siguió defendiendo sus intereses en Albania de acuerdo a lo pactado en el acuerdo de Londres, por el que se definían tres zonas de influencia: griega en el sur, italiana en el centro y serbia en el norte.. En consecuencia, el Gobierno serbio apoyó la creación de un Gobierno albanés presidido por Essad Bajá y que participó en las operaciones militares de la zona.
Los Imperios Centrales también anhelaban adueñarse de parte del territorio albanés. En 1916, en las negociaciones entre alemanes, austrohúngaros y búlgaros acerca del sino de las conquistas del otoño anterior, Esteban Burián, el ministro de Asuntos Exteriores austrohúngaro, defendió la primacía de los intereses de su país en Albania. Más tarde, en las Conferencias de Kreuznach de la primavera de 1917, se prometió a Austria-Hungría que obtendría las tierras albanesas. No obstante, el Imperio alemán reiteró su deseo de disponer de una base naval en el Adriático meridional, Valona o Kotor.

### Campo de batalla
Para tratar de ganarse el favor de Grecia, aún neutral en la guerra mundial, la Entente accedió a que ocupase el sur de Albania, siempre que la ocupación fuese temporal, terminase cuando lo solicitase la Entente y los griegos aceptasen la ocupación simultánea de Valona por los italianos. Así, Grecia desplegó tropas por el sur de Albania y ocupó Korçë y Argirocastro en octubre y noviembre de 1914, con la intención clara de que la adquisición de estos territorios fuese permanente y no temporal como había exigido la Entente. En enero de 1916, los griegos aceptaron diputados de los territorios ocupados en el Parlamento griego y en abril se proclamó la anexión oficial del «Epiro del Norte». La protesta de los Aliados permitió la exclusión de los diputados de las tierras ocupadas del Parlamento heleno, pero estas siguieron controladas por el Gobierno ateniense.
El 29 de mayo de 1915 y sin consultar con el resto de los Aliados, primero Montenegro y, a continuación, Serbia, ocuparon el norte de Albania; los montenegrinos se apoderaron del litoral hasta Escútari, mientras que los serbios se adueñaron del norte y del centro del país. Los veinte mil soldados serbios penetraron en Albania sin encontrar resistencia: ocuparon Tirana el 9 de junio; por su parte, los montenegrinos conquistaron Escútari el 27. Los serbios decidieron no alcanzar la costa, pero alcanzaron una línea que permitía dominarla. Los ocupantes tuvieron que enfrentarse pronto con la hostilidad de parte de la población, actitud atizada por los agentes austrohúngaros y otomanos, presentes en el país desde hacía tiempo.
La ofensiva conjunta austro-germano-búlgara obligó al mando militar serbio a ordenar la retirada del ejército a Albania, dada la imposibilidad de frenar la acometida de austrohúngaros y alemanes desde el norte y de búlgaros desde el este; la maniobra comenzó el 23 de noviembre de 1915. La persecución de las divisiones de los Imperios Centrales no les permitió conquistar todo el territorio albanés, aunque sí la mayor parte. Se apoderaron del país al norte del Viosa, mientras al sur de este las tierras quedaron en poder de los italianos.

Operaciones militares en el principado en el otoño de 1918.

En el otoño del año siguiente, la Armada austrohúngara bombardeó la base naval italiana de Dirraquio, situada en territorio albanés.
A principios de 1917, los Aliados emprendieron varias ofensivas en Albania que les permitieron controlar mejor las vías de comunicación entre la costa albanesa y Salónica; en febrero, se apoderaron totalmente de la comarca de Korçë, en el sureste del país, obligando a las fuerzas austrohúngaras a retirarse a treinta kilómetros de la población homónima. En septiembre, conquistaron Pogradec, situada al suroeste del lago de Ocrida.
Al mismo tiempo, los Aliados —en especial, los serbios— trataron de organizar guerrillas contra los austrohúngaros, que dominaban el centro y norte del país; un contingente de cierto tamaño logró instalarse en el valle del Shkumbin, mandado por Essad Bajá y apoyado por los serbios.
En 1918, las unidades reorganizadas por Karl von Pflanzer-Baltin seguían controlando la mayor parte del territorio albanés. Las medidas aplicadas por Von Pflanzer-Baltin les permitieron obtener varias victorias en el oeste de la península balcánica: en agosto arrebataron las unidades italianas las posiciones tomadas por las francesas un mes antes. Esta victoria animó a Von Pflanzer-Balrin a planear un asalto a Valona, que quedó desbaratado por la firma del armisticio con Bulgaria; la rendición búlgara amenazó el flanco de las fuerzas austrohúngaras. Von Pflanzer-Balrin tuvo que batirse en retirada y fijó una nueva línea defensiva que unía Escútari y Niš, que no pudo detener el avance de los Aliados hacia el norte. Estos alcanzaron Escútari el 5 de noviembre.
Ante el irresistible avance aliado, el alto mando austrohúngaro ordenó a finales de septiembre de Von Pflanzer-Balrin que se replegase al territorio imperial y abandonase Albania. La retirada, verificada con orden, permitió que ciento sesenta mil soldados alcanzasen las fronteras imperiales, pese al hostigamiento de los Aliados y de los partisanos serbios.
Cuando cesaron los combates en este sector el 11 de noviembre, los franceses ocupaban el sureste albanés en torno a Korçë, los serbios los territorios de la orilla izquierda del Drin y los italianos, el resto del país. Los Aliados decidieron mantener la ocupación hasta que se firmasen los tratados de paz, que debían decidir el destino de Albania.

### Ocupación

La zonas de ocupación de Albania entre 1916 y 1918.

A finales de 1914, Serbia envió algunas unidades militares a apoderarse de una parte importante de Albania.
Al mismo tiempo, Italia ocupó el puerto de Valona en diciembre de ese año, para asegurarse el dominio del canal de Otranto, tras haber ocupado el sur del país en octubre. La isla de Saseno la habían ocupado el 30 de octubre de 1914. El Tratado de Londres prometió a Italia la posesión de Saseno, Valona y su comarca y la representación internacional de la menguada Albania que los Aliados pensaban mantener en el centro del principado tras repartir el resto entre Montenegro, Serbia y Grecia. Los planes aliados para desmembrar el país quedaron frustrados por la derrota serbia del otoño de 1915.
Dada lo menguado de las tropas italianas destinadas a dominar Albania, la ocupación era más simbólica que real. Esta terminó oficialmente en agosto de 1920, tras la firma de un tratado en Tirana; las fuerzas italianas abandonaron suelo albanés a excepción de la isla de Saseno, situada frente a Valona. El despliegue italiano en Albania se había debido a la ocupación griega de varios pueblos en Epiro del norte en octubre de 1914. A partir de 1917, los italianos, alarmados por el posible surgimiento de un Estado yugoslavo en el este del Adriático, se opusieron a la división del Albania, y prefirieron conservar el país, si bien bajo su protección.
Al terminar la campaña de 1915, el territorio albanés quedó repartido entre los bandos enfrentados: los Aliados, franceses e italianos, dominaban el sur, mientras que los Imperios Centrales se hicieron con el norte. En cada zona los ocupantes implantaron una Administración estatal autónoma, que controlaban; estas debían facilitar la gestión del territorio y mejorar la opinión de la población sobre los ejércitos de ocupación.
En el sur, los Aliados habían expulsados a las tropas griegas, pues desconfiaban del Gobierno real ateniense. Las tropas italianas sustituyeron a las griegas en casi todo el sur y alcanzaron incluso Yánina. En junio de 1916, Sarrail, jefe aliado del frente Macedonio, ordenó ocupar la comarca de Korçë para establecer contacto entre las unidades franco-serbias desplegadas en Macedonia con las italianas provenientes de Valona, operación que se verificó entre septiembre y octubre; el sureste del país quedó de esta manera controlado por los franceses. En esta zona el poder lo compartieron las autoridades ocupantes y los albaneses: la administración regional la encabezaba una junta de catorce miembros, la mitad musulmanes y la otra mitad cristianos y las fuerzas ocupantes se dedicaron a desarrollar el territorio, mejorando el reparto de víveres, fundando dispensarios médicos y escuelas.
Los austrohúngaros, por su parte, instauraron un sistema de administración colonial que les permitió señorear el país eficazmente y ahondar a la vez en su conocimiento.

## El principado en el periodo de entreguerras

### Conferencia de paz y peligro de desmembramiento
Tras concluir la contienda mundial, el 25 de diciembre de 1918, los albaneses enviaron una delegación de cuarenta y ocho representantes venidos de todo el país a la Conferencia de Paz de París para tratar de defender sus intereses. Su principal objetivo era recuperar las fronteras de 1913, pese a la desaparición de su principal valedor, Austria-Hungría. Pese al acuerdo Venizelos-Tittoni y la disposición francesa y británica a permitir el reparto del territorio entre Grecia, Yugoslavia e Italia, la oposición del presidente estadounidense Woodrow Wilson y la actividad de la delegación albanesa permitieron que el país conservase la independencia. La conferencia de paz acabó sin tomar resolución alguna sobre Albania, aparte de evitar su desmembramiento.

### Establecimiento del Estado
Pese a que la ocupación continuaba, los dirigentes nacionalistas albaneses celebraron un congreso nacional en enero de 1910 y convocaron elecciones. Los diputados elegidos se reunieron en Tirana el 27 de marzo de 1920, en el primer Parlamento de la historia del principado. La asamblea comenzó a prepara al país para la independencia efectiva: fijó la capital en Tirana, en el centro del país y protegida de los países vecinos y se solicitó un préstamo estatal para contar con fondos para la acción gubernamental, al que aportaron fondos tanto la población como la emigración albanesa.
Según el acuerdo que puso fin a la contienda, los Aliados evacuaron el territorio albanés en el verano de 1920, como se habían comprometido a hacer en las reuniones interaliadas del otoño de 1918. La inestabilidad interna de Italia, agitada por las actividades de comunistas y socialistas, le obligó a evacuar todo el territorio albanés a excepción de Valona en mayo; en junio y tras rehusar retirarse de esta también, los albaneses atacaron el puerto, aunque no lograron conquistarlo. Ante la imposibilidad de enviar refuerzos, el 2 de agosto Italia firmó un acuerdo con Albania para entregarle Valona, aunque conservó Saseno; el 2 de septiembre retiró a sus últimas fuerzas del territorio continental albanés. La retirada de las tropas extranjeras, no obstante, no acabó con las luchas intestinas que aquejaban al principado.
Como el príncipe de Wied había huido del país en septiembre de 1914, los principales jefes de clanes albaneses crearon un consejo de regencia, encabezado por Theofan Stilian Noli que gobernó el país hasta 1925 cuando, tras un golpe organizado por Zogu desde Yugoslavia, se proclamó la república. En 1920, cuando se discutió la forma del Estado, se optó por posponer la decisión hasta haber obtenido el reconocimiento de las fronteras y haber eliminado la influencia extranjera. El consejo lo formaban cuatro miembros, uno de cada una de las religiones principales del país (musulmana suní, musulmana bektashí, cristiana católica y cristiana ortodoxa). Se fundó además una Junta de Defensa para organizar las Fuerzas Armadas.

### Reconocimiento oficial de la independencia albanesa
El 17 de diciembre de 1920 y pese a las protestas de Francia, Yugoslavia y Grecia, la Sociedad de Naciones reconoció la independencia de Albania, un principado sin soberano; el país había solicitado el ingreso en la organización y, que se aceptó en la votación solemne del 17 de diciembre de 1920. Pese a haber obtenido el reconocimiento internacional, el país estaba aún ocupado por soldados serbios y griegos; Albania solicitó su marcha a la Sociedad de Naciones a principios de 1921. El principado se hallaba en el centro de territorios ambicionados por los países que debían garantizar su independencia. Tras una intervención militar yugoslava en octubre de 1921, griegos y yugoslavos se retiraron del país ese mismo año; la Sociedad de Naciones creó una comisión para vigilar posibles intromisiones de los países vecinos en Albania.
Uno de ellos, Grecia, expuso en la Memoria sobre Epiro del Norte de 1920 su reivindicación sobre todo el Epiro, que en 1913 había sido dividido entre ella y Albania. Para apoyar sus ambiciones, Grecia hizo que los sacerdotes ortodoxos de la región dependiesen de la metrópoli de Ioánina, ubicada en su territorio.
Tras la obtención del reconocimiento internacional, comenzó a implantarse un Estado centralizado en las tierras del principado.

### Situación del Estado albanés
A partir de entonces, se fue formando un embrión de Estado, si bien todavía sumido en las luchas de clanes, que deseaban hacerse con su control; Ahmed Zogou, a la sazón ministro del Interior, trató de imponer los poderes e instituciones del Estado en todo el territorio, implantando en especial un ambicioso sistema escolar estatal.
Como durante el periodo de dominio otomano estaban prohibidas las escuelas en albanés, la escasa población con formación la había recibido en otros idiomas. El albanés estaba además dividido en el dialecto septentrional y meridional y carecía de vocabulario moderno.
La situación política era también complicada: al rechazo general a todo gobierno central, muy extendido, se unía el analfabetismo del grueso de la población y el gran poder de los caciques regionales. La inestabilidad política perduró hasta la imposición de la dictadura de Zog.

### Atraso y medidas de modernización
Tras el reconocimiento internacional definitivo de la independencia del principado en 1921, las autoridades albanesas llevaron a cabo un programa de modernización del país. Un grupo de reformistas musulmanes, deseosos de establecer un Estado de mayoría islámica en Europa, sostenía que la modernización del país lo afianzaría y le libraría de las ambiciones de las naciones vecinas.
A comienzos de la década de 1920, el país se hallaba en mala situación: a su extrema pobreza se unía la falta de infraestructuras (carecía de ferrocarriles y las carreteras se limitaban a las que unían las principales ciudades) y de industria moderna. A la industria artesanal se sumaba la falta de explotación de los recursos minerales y una agricultura atrasada. La falta de capital para desarrollarse y garantizar así tanto la mejora de las condiciones de vida de sus habitantes como su independencia, la hizo dependiente del exterior.
Al país también lo aquejaba un problema agrario, pues en el sur del país existían latifundios, generalmente poseídos por beys musulmanes, en los que trabajaban jornaleros ortodoxos. La tensión social y económica en el sur tenía su origen en el periodo otomano, cuando unas cuantas familias musulmanas se habían apoderado de las mejores tierras y de los cargos administrativos, situación que disgustaba a la mitad cristiana de la población.